# Ryūō-ji

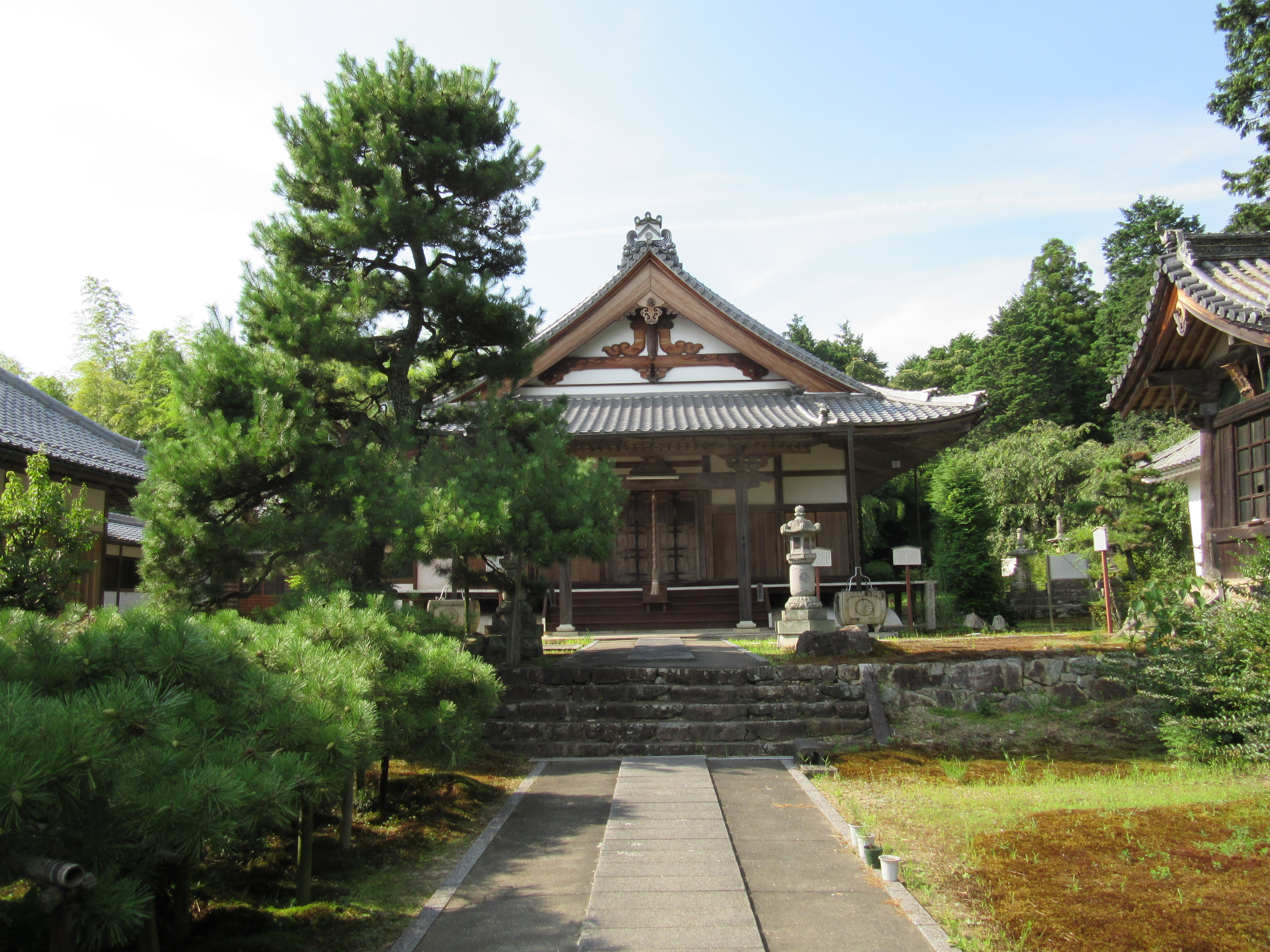
Der Ryūō-ji

Der Ryūō-ji (japanisch 龍王寺) ist ein Tempel der Tendai-Richtung des Buddhismus in Ryūō in der Präfektur Shiga. Er liegt am Fuße des Yukino-yama.

## Geschichte
Der Tempel ist ein Nachfolger des in der Nara-Zeit erbauten Yukino-dera (雪野寺). Er wird auch heute noch Yukino-dera oder einfach No-dera genannt. Der Tempel wurde 1446 durch Soldaten des Sasaki Tokitsuna (佐々木時綱) zerstört und erst im 17. Jahrhundert in bescheidenen Maße wieder aufgebaut.
Der Tempel ist wegen seiner Heilwirkung bei Asthma berühmt und wird deswegen auch Zensoku-dera (喘息寺) oder wegen der Heilkraft des Schwammkürbis, japanisch hechima, auch Hechima-dera (糸瓜寺) genannt. Jährlich findet mitten im Herbst eine Zeremonie zur Heilung statt, die von zahlreichen Pilgern besucht wird.

## Schätze des Tempels
Die Tempelglocke (梵鐘 Bonshō) stammt aus der Kamakura-Zeit und ist als wichtiges Kulturgut registriert. In der Umgebung des Tempels ist die Glocke auch als „Nodera-Glocke“ bekannt. – Im Inneren des Glockengestells sind an allen vier Seiten Liedtexte eingeschrieben, darunter ein Text von Fujiwara no Teika: „Gestern unter Blumen: als der Morgen dämmerte, konnte man die Stimme der Glocke des Nodera gut hören.“
In Verbindung mit dieser Glocke ist eine Legende überliefert. Der in dieser Gegend lebende Feldherr Ono no Tokikane (小野 時兼; 1153–1213) war mit einem hübschen Mädchen verlobt. Aber das Mädchen war die Herrscherin des Sumpfes Hiragi (平木) bei der Stadt Yōkaichi (八日市, heute: Higashiōmi). Sie verschwand darin, hinterließ aber einen Schatzkasten. Als Tokigane sie suchen ging, tauchte plötzlich das Mädchen in der Gestalt einer großen Schlange auf. Tokikane erschrak und kehrte eilig mit dem Schatzkasten heim. Zu Hause fand er In dem Kasten eine Glocke, die er dem Tempel schenkte. Auch heute noch ist der Glocken-Aufhänger – (竜頭, Ryūzu), d. h. „Drachenkopf“ – mit einem weißen Tuch umwickelt und bleibt so dem menschlichen Auge verborgen.
Die Kultfigur in der Haupthalle, ein sitzender Yakushi, der zu den verborgenen Schätzen des Tempels gehört, wird jedes Jahr nur am 15. August, bezogen auf den Mondkalender, nämlich während des Hechima no kaji (糸瓜の加持), öffentlich gezeigt. Rechts und links vom Altar stehen die zwölf himmlischen Generäle, wie die Glocke wichtiges Kulturgut. Sie stammen aus der Kamakura-Zeit, sind aus Holz und haben Glasaugen. Sie sind bunt bemalt und tragen auf ihren Köpfen, etwas ungewöhnlich, die jeweiligen Tiere der zwölf Erdzweige.